# おわらない物語 アビバの場合
『おわらない物語 アビバの場合』（Palindromes）は、2004年製作のアメリカ合衆国の映画である。トッド・ソロンズ監督。
主人公のアビバを年齢・性別・肌の色も違う8人の俳優が演じているのが話題になった。
本作は9つの章に分かれ、各章の始まりに「ドーン」、「ジュダー」、「ヘンリー」、「ヘンリエッタ」、「ハックルベリー」、「ママ・サンシャイン」、「ボブ」、「マーク」、「アビバ」のサブタイトルが表示されている。

## ストーリー
母親になり、子供に愛情を注ぐことが夢であった12歳のアビバは、念願かなって妊娠するが、驚いた母親によって無理やり中絶させられる。家を出たアビバは障害者の子供が暮らすサンシャイン・ホームにたどり着く。

## キャスト
アビバ
冒頭では日本で言う小学校低学年ぐらいの女の子で、その後中学生ぐらいになる。子供好きで将来は産めるだけ産みたいと思っているが、今の所「恋人はいらない」という考えを持つ。セックスや恋愛・結婚についてよく知らないまま、初体験、妊娠、堕胎手術を立て続けに経験してしまう。堕胎手術の影響で一生子供が産めない体になってしまう。家出後から出会う人に自宅に連れ戻されないよう“ヘンリエッタ”という偽名を使うようになる。
ジョイス
アビバの母。アビバがジュダーの子を妊娠したと知り、夫婦で話し合った結果娘の将来のため堕胎させてこの問題を終わらせようとする。まだ10代で結婚もせず子供を出産しようとするアビバが、赤ん坊に人生を縛られることのないよう諭す。現実主義的な考え方の持ち主。アビバによると食生活はオーガニック派で電子レンジは使わないとのこと。
スティーヴ
アビバの父。ジュダーの両親からリフォームした家を見に来るよう招待され家族で訪れるが、この時に娘がジュダーと密かに初体験をしてしまう。アビバが幼い頃に自身は失業中で、家計が苦しかったため仕方なく第2子を諦めた過去がある。普段は穏やかな性格だが、アビバが妊娠した直後は取り乱して感情的な言動をする。
ジュダー
中学生か高校生の男の子。趣味は、ちょっとした映画制作だが周りに手伝ってくれる人や出演してくれる人がいないことに不満を持っている。童貞らしく経験はほとんどないが、家に遊びに来たアビバとセックスする。後日“オットー”に改名する。
マーク
アビバのいとこで20代ぐらいの若者。アビバ一家と同じ街に住んでいる。幼くして亡くなった女の子・ドーンの葬儀で、教会で参列者にドーンの最近の様子について語る。数日後近所の通りでヒッチハイクをするアビバを車に乗せるが、所要を済ませるため車から降りた所、自宅に連絡されると思った彼女に逃げられてしまう。好きなことは回文で、アビバに「君の名前(Aviva)って回文だね」と教えたり日常生活で見聞きした回文をパソコンにファイリングしている。後日アビバのパーティに招待され、「人は簡単に変われない」という持論を彼女に語る。
ボブ
大型トラックの運転手。知らない間にトラックの荷台に隠れていたアビバを見つけて、その夜宿泊した部屋で彼女と一晩の関係を持つ。普段はサンシャイン・ホーム近くの林の中のトレーラーハウスで一人暮らししている。どちらかと言うと気弱な性格だが実は過去に犯罪歴があり、現在は“ジョー”、“アール”などの偽名で過ごしている。アビバと体の関係を持った直後に彼女を置いて立ち去ったが後日、サンシャインホームで偶然再会する。
ダン
医師。サンシャイン・ホームの人たちと親しくしている。陽気な性格で合唱団をする子どもたちの歌に合わせてコミカルな踊りを踊る。施設にやって来たばかりのアビバに体調に問題ないか診察する。人工中絶手術を行う地元の産婦人科医のことを嫌っている。
ママ・サンシャイン
キリスト教系の児童福祉施設「サンシャイン・ホーム」で、身寄りのない子や病気を抱える10人ほどの子どもたちと生活を共にし面倒を見ている。世話好きで非常に思いやりがある性格。料理好きで、特に“キリストの涙”と名付けたクッキーが子どもたちに評判。“両親を9月11日のテロで亡くした後世話をしてくれた祖母を亡くした”と言うヘンリエッタ(アビバ)を温かく迎える。アビバと同じく若い頃に家出した過去を持つ。
ボー
ママ・サンシャインの夫。妻と共に施設を運営している。穏やかな性格で堅苦しいことは苦手。病気や家庭の事情など様々な理由で問題を抱えていた子どもたちを、妻とキリストの力で助けていることを自負している。アールにある仕事を依頼する。
ピーター・ポール
小学生ぐらいの白人の男の子。林の中で道に迷って倒れていたアビバをサンシャイン・ホームに案内する。アビバの(嘘の)身の上話を聞いて同情し、ママ・サンシャインに施設に置いてあげるよう頼む。親しみやすい性格で話好きだが、余計なことを言ってママ・サンシャインから注意されることがある。普段は元気だが肺の病気を持っており、毎晩寝る前は酸素マスク付きの機械で肺を綺麗にするのが日課。趣味は釣り。
バーバラ
中学生ぐらいの白人の少女。全盲で、アルビノらしき見た目をしている。麻薬中毒の母親と暮らしていたが、虐待や暴言を受ける生活をしていた。本人によると目が見えなくなったのは母親が妊娠した直後に麻薬の量を増やして摂取した影響とのこと。合唱団では、キーボードらしき楽器を担当。
ジミニー
高校生ぐらいの白人の少年。他の子どもたちと共に“サンシャイン・シンガーズ”という合唱団として活動し、ポップス系の歌を簡単なダンスと共に歌っている。
クリスタル
中学生ぐらいの黒人の少女。両腕がない障害を抱えながらも皆と同じように合唱団で楽しくパフォーマンスしている。
スキッピー
中学生ぐらいの白人の少年。ぽっちゃり体型でメガネをかけている。名前がアメリカで有名なピーナッツバター (スキッピー)と同じであることを持ちネタにしている。
アリ
小学校高学年ぐらいのインド系らしき男の子。元は異教徒だったが施設に来てキリスト教徒に改宗した。
シャジャーム
中学生ぐらいの黒人の少年。ピーターのことをイニシャルから“ダブルピー”と呼んでいる。合唱団では電子ドラムを担当。施設で使用されている大型自動車の洗車を担当している。
トリキシー
小学生ぐらいの黒人の女の子。施設でする日常の家事などの作業を子どもたちで当番制で分担しており、バーバラと洗濯物を干している時にアビバに出会う。
エレン
小学生ぐらいの白人の女の子。周りからは“エル”と呼ばれている。白血病だが現在は状態が落ち着いている。
カリート
小学校低学年ぐらいの男の子。てんかん持ちで、ダン医師からもらっている薬で症状を抑えている。
カドルス
施設で飼われている犬。クリーム色の中型犬。サンシャイン・ホームのマスコット的存在。